# Microcercus pseudanomalus
Microcercus pseudanomalus är en kräftdjursart som beskrevs av Stefano Taiti och Franco Ferrara1981. Microcercus pseudanomalus ingår i släktet Microcercus och familjen Eubelidae. Inga underarter finns listade i Catalogue of Life.